# Fédération japonaise de rugby à XV
La Fédération japonaise de rugby à XV (officiellement en anglais : Japan Rugby Football Union), est l'instance qui régit l'organisation du rugby à XV et du rugby à sept au Japon.
Elle regroupe les fédérations provinciales, les clubs, les associations, les sportifs, les entraîneurs, les arbitres, pour contribuer à la pratique et au développement du rugby dans tout le territoire japonais.  

## Historique
Comme beaucoup de coutumes occidentales, le rugby atteignit le Japon rapidement, puisqu'il fut jouée moins de trois décennies après que les États-Unis, par l'action du Commodore Matthew Perry, employèrent la diplomatie de la canonnière pour forcer le Japon à ouvrir ses frontières.
Le premier cas connu d'un match de rugby au Japon date de 1874, quand des marins britanniques organisèrent un match à Yokohama. D'autres matchs furent joués à Yokohama, et à d'autres ports de traité tels que Kobe entre les équipes de résidents étrangers et des équipages de navires débarquant, des garnisons... mais  n'impliquant que rarement les japonais.
Le rugby a été officiellement introduit au Japon en 1899, à l'université Keiō en 1899 par le professeur Edward Bramwell Clarke et Ginnosuke Tanaka (田中銀之助), tous deux diplômés de l'université de Cambridge. Le rugby japonais ne commença à se développer que dans les années 1920.
La fédération a été créée le 30 novembre 1926.
Le 15 décembre 1968 à Bangkok, l'Asian Rugby Football Union est fondée à l'initiative des fédérations de Hong Kong, du Japon, et de la Thaïlande, afin de créer un championnat annuel rassemblant les équipes nationales asiatiques. Cinq autres fédérations font également partie des fondateurs de cet organisme destiné à régir l'organisation du rugby sur le continent asiatique.

## Compétitions internationales organisées
Le Japon fut le pays organisateur du Championnat du monde junior de rugby à XV 2009 remporté par les Baby Blacks.
Après avoir perdu face à la Nouvelle-Zélande pour l'organisation de la Coupe du monde 2011, le Japon postule pour organiser celle de 2015 ou 2019. Le 28 juillet 2009, l'IRB annonce que la Coupe du monde 2015 sera organisée par l'Angleterre, le Japon obtient celle de 2019.

## Présidents

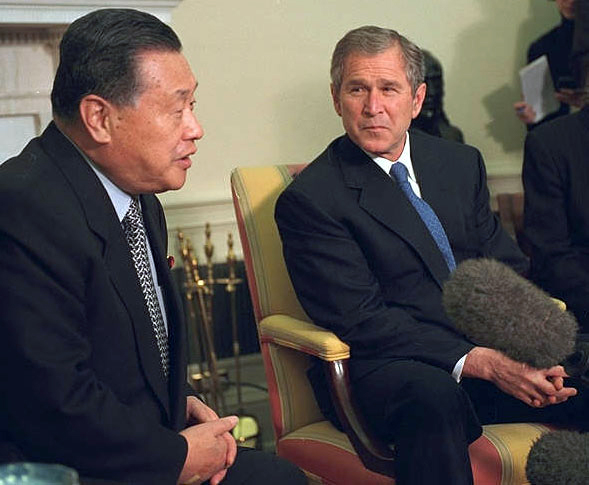
Yoshirō Mori et le président américain George W. Bush le 19 3 2001.

Les personnes suivantes se succèdent au poste de président de la fédération :
1. 1928-1947 : Yoshihiro Takagi[3]
2. 1947-1955 : Kumazo Tanabe[3]
3. 1955-1969 : Shigeru Kayama[3]
4. 1969 : Masao Yukawa[3]
5. 1969-1973 : Michio Yokoyama[3]
6. 1973-1979 : Shinna Kanshiro[3]
7. 1979-1990 : Yuzuru Abe[3]
8. 1990-1992 : Isoda Ichiro[3]
9. 1992-1994 : Toichiro Kawagoe[3]
10. 1994-2001 : Shigeru Konno[3]
11. 2001-2004 : Tetsuo Machii[3]
12. 2005-2015 : Yoshirō Mori[3]
13. 2015-2019 : Tadashi Okamura[3]
14. 2019-2022 : Shigetaka Mori (ja)[3]
15. élu en 2022 : Masato Tsuchida (ja)[4]